# Rocchetta a Volturno
Rocchetta a Volturno é uma comuna italiana da região do Molise, província de Isérnia, com cerca de 1.072 habitantes. Estende-se por uma área de 24 km², tendo uma densidade populacional de 45 hab/km². Faz fronteira com Castel San Vincenzo, Cerro al Volturno, Colli a Volturno, Filignano, San Biagio Saracinisco (FR), Scapoli, Vallerotonda (FR).

## Demografia
| Variação demográfica do município entre 1861 e 2011                               |
|                                                                                   |
| Fonte: Istituto Nazionale di Statistica (ISTAT) - Elaboração gráfica da Wikipedia |